# Rakusu

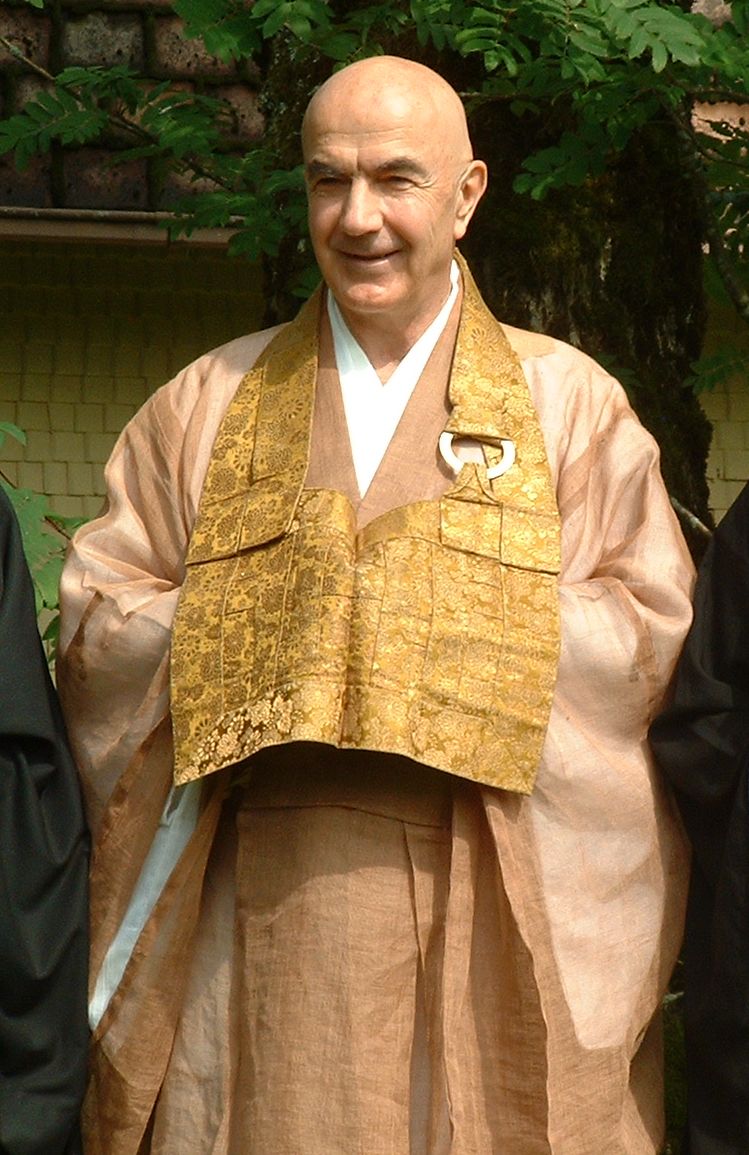
Richard Baker Roshi in Robe mit Rakusu aus Brokat

Das rakusu (絡子) ist ein traditionelles Kleidungsstück im japanischen Zen-Buddhismus, das infolge der Rezeption von Zen im Westen auch hierzulande öfter anzutreffen ist. Es wird um den Hals getragen und ähnelt einem Brustlatz.

## Klassifikation buddhistischer Ritualgewänder
Die Vinaya (buddhistische Mönchsregel) erlaubt dem Mönch einen Satz von drei Gewändern als Güter des täglichen Bedarfs; es sind die ersten drei in der folgenden Aufzählung. Im japanischen Soto-Zen ist derzeit eine erweiterte Klassifikation von fünf rituellen Gewändern im Gebrauch, die in dieser Reihenfolge eine zunehmende religiöse Bildung und Verantwortung repräsentieren:
- rakusu, das kleine Fünf-Streifen-Gewand, das an einem Band um den Hals getragen wird, und zwar von Laien in formellen und vom Klerus in informellen Situationen;
- kesa als Sieben-Streifen-Gewand, das von kürzlich ordinierten Klerikern getragen wird;
- o-kesa als Neun- (oder mehr) Streifen-Gewand, das von Klerikern getragen wird, die eine Dharma-Übertragung erhalten haben („shiho“ heißt wörtlich übersetzt: „Weitergabe des Gewandes“);
- shosan e, ein Satz von drei Miniaturgewändern mit symbolischer Bedeutung, sowie
- funzōe, das Lumpengewand, das aus Stücken ausrangierten Stoffes zusammengenäht wird.[1]

## Rakusu
Das Rakusu besteht aus einem aus zahlreichen Einzelstreifen zusammengesetzten rechteckigen Stück von etwa 35 Zentimeter Breite und 24 Zentimeter Höhe, das an einem breiten Band um den Nacken getragen wird. Das Nackenband wird mit einer Stickerei versehen, die die Zugehörigkeit zu einer der Zen-Richtungen repräsentiert:
- „broken pine“ bei der Soto-Schule,
- ein bergähnliches Dreieck bei der Rinzai-Schule,
- ein sechsstrahliger Stern bei der Obaku-Schule[2].

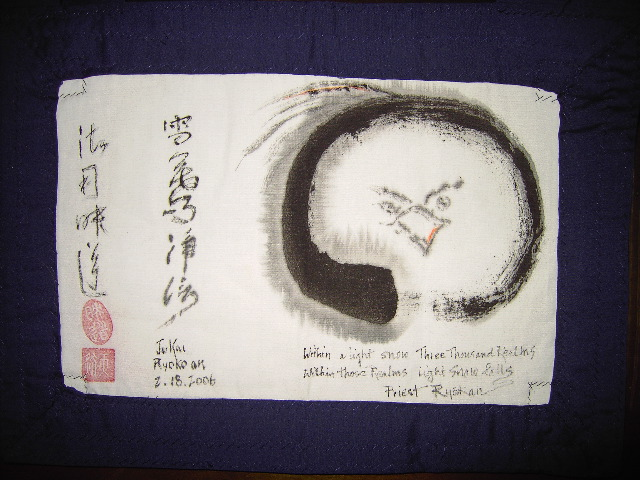
Vom Zen-Lehrer im Rahmen einer Jukai-Zeremonie beschriftete Rückseite eines Rakusu

Die aus einzelnen Streifen zusammengesetzte Front wird von einem Stoffrahmen eingefasst, während die Rückseite ein weißes Feld aufweist, das vom Lehrer mit dem neuen Dharma-Namen des Schülers und ggf. weiteren Informationen beschriftet wird.
Es gibt allerdings keine allzu festen Vorschriften über die genaue Machart oder die verwendeten Farben des Stoffes. Im Soto-Zen hat sich eingebürgert, dass Laien ein blaues Rakusu tragen, Priester ein schwarzes, und Kleriker, die die Dharma-Übertragung erhalten haben, ein braunes.
Die klerikalen Organisationen der Soto- und der Rinzai-Sekte propagieren die Verwendung standardisierter Roben aus gewerblicher Herstellung. Diese Rakusus haben einen flachen Holz- oder Plastikring im linken Tragriemen eingearbeitet. Die Fukudenkai-Bewegung, die das Nähen des Gewandes durch den Benutzer selbst bevorzugt, lässt diesen Ring jedoch weg.

## Religiöse Bedeutung
In der Fukudenkai-Bewegung wird das selbsttätige Nähen eines Gewandes als spiritueller Akt betrachtet, der einer tiefgreifenden Meditationsübung entspricht. Dabei wird die Präzision der Stiche beim Zusammenfügen der einzelnen Stoffteile als Indikator für die meditative Konzentration des Nähenden betrachtet. Ein Schüler, der vom Lehrer als hinreichend reif für die Übernahme der Bodhisattva-Gelübde betrachtet wird, näht sein Rakusu selbst im Rahmen eines „Näh-Sesshin“ und bekommt es in der Jukai-Zeremonie mit der Ablegung der 16 Gelübde (jujukai) verliehen.
Der Legende nach hatte Buddha Shakyamuni beim Betrachten von Reisfeldern die Idee, die buddhistische Robe aus Einzelstreifen zusammenzusetzen. Dies symbolisiert die Durchdringung der Wirklichkeit durch die Lehre (Dharma), wie das (kanalisierte) Wasser mehrere Reisfelder durchdringt. Für die Herstellung wurden gebrauchte Stoffstücke bevorzugt, die von Altkleidern, Leichentüchern oder anderen Gebrauchsstoffen stammten.
Die spezielle Latz-Form des Rakusu könnte auf einen chinesischen Einfluss zurückgehen oder pragmatischen Aspekten geschuldet sein: Manuelle Arbeit, insbesondere in Wald und Feld, ist mit einer großen Robe nur schwer möglich, während das kleine Rakusu auch unter einer Jacke o. ä. getragen werden kann, aber dennoch die Einhaltung der Mönchsregel gewährleistet, sich nie von seiner Robe zu trennen.